# 1117
| [ Edytuj tabelę ]          |                                                                 |
| Książę Polski              | - 1102 Bolesław Krzywousty 1138                                 |
| Król Angkoru               | - 1113 Surjawarman II 1150                                      |
| Król Anglii                | - 1100 Henryk I 1135                                            |
| Król Aragonii i Nawarry    | - 1104 Alfons I Waleczny 1134                                   |
| Hrabia Barcelony           | - 1082 Rajmund Berengar III Wielki 1131                         |
| Książę Bawarii             | - 1101 Welf II 1120                                             |
| Książę Burgundii           | - 1102 Hugo II 1143                                             |
| Cesarz Bizancjum           | - 1081 Aleksy I Komnen 1118                                     |
| Cesarz Chin                | - 1100 Song Huizong 1125                                        |
| Książę Czech               | - 1109 Władysław I 1117 - 1117 Borzywoj II 1120                 |
| Król Danii                 | - 1104 Niels Stary 1134                                         |
| Władca Egiptu              | - 1101 Al-Amir 1130                                             |
| Król Francji               | - 1108 Ludwik VI Gruby 1137                                     |
| Król Gruzji                | - 1089 Dawid IV Budowniczy 1125                                 |
| Hrabia Holandii            | - 1091 Floris II Gruby 1121                                     |
| Cesarz Japonii             | - 1107 Toba 1123                                                |
| Kalif                      | - 1094 Al-Mustazhir 1118                                        |
| Król Kastylii              | - 1109 Urraka Kastylijska 1126                                  |
| Wielki książę Kijowa       | - 1113 Włodzimierz II Monomach 1125                             |
| Patriarcha Konstantynopola | - 1111 Jan IX Agapet 1134                                       |
| Władca Korei               | - 1105 Yejong 1122                                              |
| Państwo Almorawidów        | - 1106 Ali ibn Jusuf 1143                                       |
| Król Norwegii              | - 1103 Eystein I Magnusson 1123 - 1103 Sigurd I Krzyżowiec 1130 |
| Książę Obodrzyców          | - 1093 Henryk Gotszalkowic 1127                                 |
| Hrabia Palatynatu          | - 1113 Gotfryd z Kalw 1129                                      |
| Papież                     | - 1099 Paschalis II 1118                                        |
| Hrabia Portugalii          | - 1112 Alfons I Zdobywca 1139 - 1112 Teresa (regentka) 1128     |
| Sułtan Rumu                | - 1116 Masud I 1156                                             |
| Książę Saksonii            | - 1106 Lotar III 1127                                           |
| Sułtan Wielkich Seldżuków  | - 1104 Mohammad Tapar 1118                                      |
| Król Szkocji               | - 1107 Aleksander I Szkocki 1124                                |
| Król Szwecji               | - 1110 Filip Hallstensson 1118                                  |
| Doża Wenecji               | - 1102 Ordelafo Faliero 1117 - 1117 Domenico Michiel 1130       |
| Król Węgier                | - 1116 Stefan II 1131                                           |

Rok 1117 / MCXVII
stulecia: XI wiek ~
XII wiek ~
XIII wiek

lata: 1107 «
1112 «
1113 «
1114 «
1115 «
1116 «
1117
» 1118
» 1119
» 1120
» 1121
» 1122
» 1127

## Wydarzenia w Polsce
- bunt wojewody Skarbimira.

## Wydarzenia na świecie
- 3 stycznia – w trzęsieniu ziemi w północnych Włoszech zginęło ok. 30 tys. osób.
- książę Włodzimierz II Monomach przyłącza Wołyń do Księstwa kijowskiego.

## Zmarli
- data dzienna nieznana:
  - Fojian Huiqin – mistrz chan (ur. 1059)